# Songs Forever
Songs Forever — восьмой студийный альбом композитора и певца Томаса Андерса, вышедший в 2006 году.

## Об альбоме
Songs Forever является воплощением давней мечты Андерса — свинг-альбом с большим оркестром. Подготовка к записи альбома началась летом 2004 года, когда Томас задумал выпустить альбом кавер-версий наиболее популярных песен 80-х годов, сделав новые аранжировки к ним. Для записи было отобрано около 80 песен, записано около 30, из которых только 12 вошли в альбом. Известно, что в альбом не вошли такие песни как «Every Breath You Take», «Ebony And Ivory», «Never Gonna Give You Up», «Come Back And Stay». Для альбома были выбраны песни, ранее исполненные в самых различных жанрах и стилях — от поп-баллад из фильма о Джеймсе Бонде («For Your Eyes Only»), электронной музыки («Sweet Dreams»), главного диско-гимна Modern Talking («You’re My Heart, You’re My Soul») до рока («Is This Love» группы «Whitesnake»). Открывают и закрывают альбом две версии песни «Songs That Live Forever», которая была написана специально для этого альбома, для придания ему завершенности и выражения идеи альбома — воспомининия о 80-х годах XX века через музыку и песни того времени.
В период записи альбома Томасу Андерсу поступило предложение участвовать в отборочном туре конкурса «Евровидение». Для выступления была записана новая версия песни «Songs That Live Forever», с которой Андерс участвовал в отборочном туре конкурса «Евровидение» в марте 2006 года, заняв второе место по результатам интерактивного голосования.
В записи альбома принимали участие два больших оркестра — Оркестр киностудии Бабельсберга и Варшавский симфонический оркестр.
По результатам продаж альбом достиг 43-го места в Германии. Также альбом издавался в других странах, в том числе в России.

## Список композиций
1. Songs That Live Forever (Album Version) (Achim Brochhausen / Thomas Anders / Lukas Hilbert) 3:02
2. Cry For Help (Rick Astley / Rob Fisher) 4:17
3. For Your Eyes Only (Michael Leeson / Bill Conti) 4:06
4. Have I Told You Lately (Van Morrison) 3:45
5. All Around The World (L.Stansfield / I.Devaney / A.Morris) 4:01
6. Some People (Alan Tarney) 4:02
7. Tell It To My Heart (Seth A. Swirsky / Ernie Gold) 4:26
8. Do You Really Want To Hurt Me (Boy George) 3:37
9. Is This Love (Sykes / Coverdale) 3:36
10. Sweet Dreams (Dave Stewart / Annie Lennox) 4:39
11. Arthur’s Theme (Кристофер Кросс / Берт Бакарак) 4:08
12. You’re My Heart, You’re My Soul (Dieter Bohlen) 4:25
13. True (Gary James Kemp) 4:54
14. Songs That Live Forever (Special Grand Prix Version) (Achim Brochhausen / Thomas Anders / Lukas Hilbert) 2:57